# MERRY EXPO -Book of global exchange-
MERRY EXPO -Book of global exchange-（メリーエキスポ ブックオブグローバルエクスチェンジ）は、2005年日本国際博覧会会場に、世界中から集められ使用されたダンボールを表紙と裏表紙に再利用し、「MERRY EXPO」で撮影された世界中の子ども達の笑顔とメッセージを集めた写真集。

## 受賞歴
2006年
- 東京アートディレクターズクラブ『2006年度ADC賞』ノミネート
- 日本グラフィックデザイナー協会　JAGDA『Graphic Design in Japan 2007』入選
- 東京タイプディレクターズクラブ『07TDC賞』入選

## スタッフ
- アートディレクション：水谷孝次
- 寄稿：金子義則
- 編集：和田あずさ
- デザイン：スズキユタカ、小野寺健介